# Ḑ
Ḑ, ḑ – litera alfabetu łacińskiego używana w zapisie języka nowopruskiego oraz języka liwskiego. W języku nowopruskim oznacza głoskę /dʲ/.

## Kodowanie
| Znak                   | Ḑ                                     | Ḑ                                     | ḑ                                   | ḑ                                   |
| ---------------------- | ------------------------------------- | ------------------------------------- | ----------------------------------- | ----------------------------------- |
| Nazwa w Unikodzie      | Latin Capital Letter D with Cedilla Ḑ | Latin Capital Letter D with Cedilla Ḑ | Latin Small Letter D with Cedilla ḑ | Latin Small Letter D with Cedilla ḑ |
| Kodowanie              | dziesiątkowo                          | szesnastkowo                          | dziesiątkowo                        | szesnastkowo                        |
| Unicode                | 7696                                  | U+1E10                                | 7697                                | U+1E11                              |
| UTF-8                  | 225 184 144                           | e1 b8 90                              | 225 184 145                         | e1 b8 91                            |
| Odwołania znakowe SGML | &#7696;                               | &#x1E10;                              | &#7697;                             | &#x1E11;                            |